# Élection législative partielle bruxelloise de 1937
 (février 2021).
La mise en forme du texte ne suit pas les recommandations de Wikipédia : il faut le « wikifier ».
Les points d'amélioration suivants sont les cas les plus fréquents :
- Les titres sont pré-formatés par le logiciel. Ils ne sont ni en capitales, ni en gras.
- Le texte ne doit pas être écrit en capitales (les noms de famille non plus), ni en gras, ni en italique, ni en « petit »…
- Le gras n'est utilisé que pour surligner le titre de l'article dans l'introduction, une seule fois.
- L'italique est rarement utilisé : mots en langue étrangère, titres d'œuvres, noms de bateaux, etc.
- Les citations ne sont pas en italique mais en corps de texte normal. Elles sont entourées par des guillemets français : « et ».
- Les listes à puces sont à éviter, des paragraphes rédigés étant largement préférés. Les tableaux sont à réserver à la présentation de données structurées (résultats, etc.).
- Les appels de note de bas de page (petits chiffres en exposant, introduits par l'outil «  Source ») sont à placer entre la fin de phrase et le point final[comme ça].
- Les liens internes (vers d'autres articles de Wikipédia) sont à choisir avec parcimonie. Créez des liens vers des articles approfondissant le sujet. Les termes génériques sans rapport avec le sujet sont à éviter, ainsi que les répétitions de liens vers un même terme.
- Les liens externes sont à placer uniquement dans une section « Liens externes », à la fin de l'article. Ces liens sont à choisir avec parcimonie suivant les règles définies. Si un lien sert de source à l'article, son insertion dans le texte est à faire par les notes de bas de page.
- La présentation des références doit suivre les conventions bibliographiques. Il est recommandé d'utiliser les modèles {{Ouvrage}}, {{Chapitre}}, {{Article}}, {{Lien web}} et/ou {{Bibliographie}}. Le mode d'édition visuel peut mettre en forme automatiquement les références.
- Insérer une infobox (cadre d'informations à droite) n'est pas obligatoire pour parachever la mise en page.

Pour une aide détaillée, merci de consulter Aide:Wikification.
Si vous pensez que ces points ont été résolus, vous pouvez retirer ce bandeau et améliorer la mise en forme d'un autre article.
L’élection législative partielle bruxelloise de 1937 a lieu le 11 avril 1937 afin d'élire 1 membre issu de la circonscription de Bruxelles à la Chambre des représentants.
Le scrutin voit s’opposer le rexiste Léon Degrelle et le Premier ministre conservateur Paul Van Zeeland

## Forces en présence
| Parti | Parti                              | Positionnement                                                                                       | Soutien à        |
| ----- | ---------------------------------- | --- | ---------------- |
|       | Bloc catholique (BC-KB)            | Centre droit à droite Conservatisme, Cléricalisme, Démocratie chrétienne                             | Paul Van Zeeland |
|       | Parti ouvrier belge (POB)          | Gauche Socialisme, Anticléricalisme                                                                  | Paul Van Zeeland |
|       | Parti libéral (PL)                 | Centre gauche à Gauche Libéralisme, Anticléricalisme                                                 | Paul Van Zeeland |
|       | Parti communiste de Belgique (PCB) | Extrême gauche Communisme                                                                            | Paul Van Zeeland |
|       | Rex                                | Droite radicale à Extrême droite Fascisme Antiparlementarisme Catholicisme traditionaliste Populisme | Léon Degrelle    |
|       | Ligue nationale flamande (VNV)     | Extrême droite Fascisme Antiparlementarisme Nationalisme thiois Nationalisme flamand                 | Léon Degrelle    |

## Résultats
Le Premier ministre Van Zeeland remporte une large victoire sur le chef rexiste.

## Conséquences
La défaite de Degrelle précipite la chute de son parti.